# Francis Manners (6e comte de Rutland)

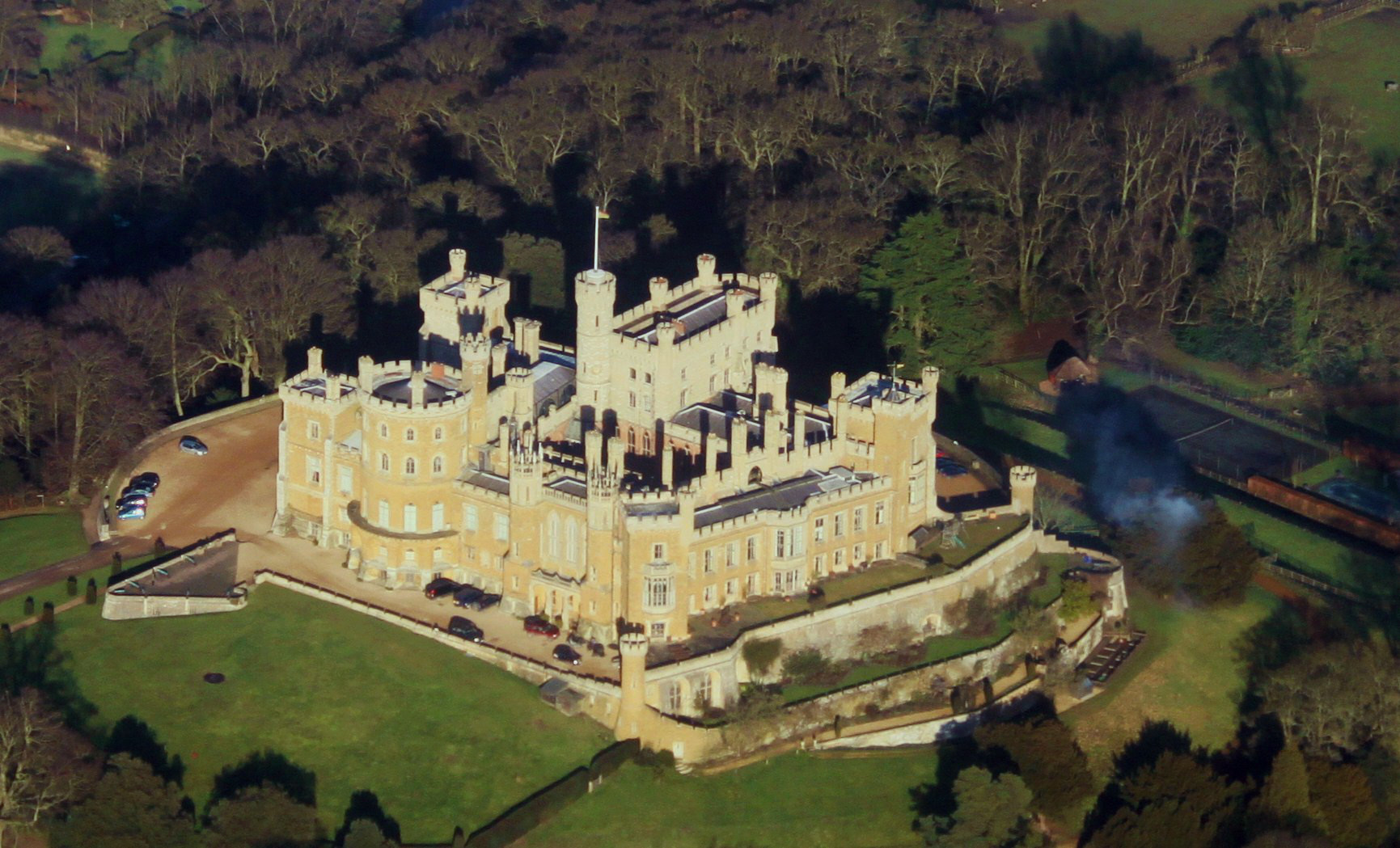
Château de Belvoir

Francis Manners, 6e comte de Rutland, (1578-1632) est un noble anglais. Malgré un bref emprisonnement pour son implication dans la rébellion d'Essex de 1601, il occupe une place importante à la cour de Jacques Ier. Il vit au château de Belvoir dans le Leicestershire. En 1618, trois femmes, les « Sorcières de Belvoir », sont accusées de sorcellerie pour avoir prétendument causé la mort de ses deux jeunes fils.

## Biographie
Francis Manners est le deuxième fils de John Manners (4e comte de Rutland), et d'Elizabeth Charlton (morte en 1595), la fille de Francis Charlton de Apley Castle, Shropshire.
En 1598, il part à l'étranger, voyageant à travers la France, l'Allemagne et l'Italie, probablement en compagnie de l'ancien professeur Robert Dalllington et d'Inigo Jones . À son retour en Angleterre, il participe, avec son frère aîné Roger Manners (5e comte de Rutland) et leur frère cadet George, à la rébellion de 1601 de Robert Devereux (2e comte d'Essex), et est emprisonné dans le Poultry Counter. Il est condamné à une amende de mille marks et confié à la garde de son oncle Roger à Enfield. Robert Cecil, cependant, obtient une remise de l'amende, et ainsi l'affaire lui coûte peu. Dès qu'il est libéré, il écrit une lettre de repentance à son oncle John Manners de Haddon. En novembre 1601, il devient membre de l'Inner Temple.
Le 28 juin 1603, Francis Manners se rend avec son frère au Danemark pour présenter l'Ordre de la Jarretière à Christian IV, accompagné entre autres du « faiseur d'images » Inigo Jones. Il occupe une place importante à la cour de Jacques Ier et est créé chevalier du bain le 4 janvier 1605 en même temps que le prince Charles. Le 26 juin 1612, il succède à Roger comme 6e comte de Rutland et est nommé lord-lieutenant du Lincolnshire le 15 juillet de la même année. Le 7 août, il reçoit Jacques Ier à Belvoir, et le roi revient cinq fois plus tard. Il occupe les postes de connétable du Château de Nottingham et de gardien de la Forêt de Sherwood d'octobre 1612 à avril 1620, et porte la cible ou le bouclier dans le cortège funèbre d'Henry Frederick, prince de Galles.
Manners est fait chevalier de la Jarretière le 24 avril 1616. Le 6 avril 1617, Manners devient membre du Conseil privé et accompagne le roi en Écosse la même année.
Le titre de Lord Ros ou Roos est porté par Elizabeth Cecil, 16e baronne de Ros, fille du troisième comte de Rutland, dans la famille Cecil, mais Rutland le revendique à la mort de William Cecil, 17e baron de Ros, en 1618. Il est nommé préfet et juge en chef des forêts royales au nord du Trent le 13 novembre 1619, et custos rotulorum pour le Northamptonshire le 7 février 1623. Bien qu'il semble avoir désapprouvé une politique extrême en matière d'église, ses liens familiaux avec son gendre, George Villiers (1er duc de Buckingham), lui assurent la nomination, le 21 avril 1623, d'amiral de la flotte. Au couronnement de Charles, il porte la verge avec la colombe.
Rutland meurt le 17 décembre 1632 dans une auberge de Bishop's Stortford, Hertfordshire, et est enterré le 20 février 1633 dans l'église paroissiale de Bottesford, Leicestershire. Il est remplacé par son frère cadet, George, qui devient le 7e comte .

## Employeur de Shakespeare
Une découverte est faite par WH Stevenson en 1905 parmi certains documents conservés au château de Belvoir d'une entrée qui indique qu'en mars 1613, l'année où le théâtre du Globe brûle lors d'une représentation de Henry VIII, William Shakespeare et Richard Burbage, qui est doué en tant que portraitiste de ses collègues acteurs, sont payés chacun quarante-quatre shillings en or pour avoir créé et peint l'emblème du comte de Rutland. Cet emblème décoratif devait être utilisé lors d'un tournoi festif plus tard ce mois-ci à Whitehall à Londres, qui devait célébrer l'avènement de Jacques Ier dix ans plus tôt ,.

## Famille
Rutland épouse, le 6 mai 1602, Frances (décédée avant le 26 novembre 1605), (troisième fille d'Henry Knyvet de Charlton, Wiltshire  et Elizabeth, la fille de James Stumpe de Bromham, Wiltshire)  et veuve de William Bevill de Killigarth ou Kilkhampton, Cornouailles. Ils ont une fille, Katherine, qui, le 16 mai 1620, épouse George Villiers (1er duc de Buckingham). Après la mort de Buckingham, Katherine épouse Randal MacDonnell (1er marquis d'Antrim)  .
Il se remarie, après le 26 octobre 1608, à Cecily, fille aînée de John Tufton, 1er baronnet, Hothfield, Kent, (et sa seconde épouse, Christian, fille d'Humphrey Browne), et veuve d'Edward Hungerford. Ils ont deux fils, Henri (mort en 1613) et François (mort le 5 mars 1620), dont la mort en bas âge est attribuée à la sorcellerie . Il est mentionné dans l'inscription sur la tombe du comte dans l'église St Mary the Virgin, Bottesford : "En 1608, il épouse lady Cecila Hungerford, fille de l'Honorable Chevalier Sir John Tufton, dont il eut deux fils, qui moururent tous deux dans leur enfance par de mauvaises pratiques et la sorcellerie" .

## Sources
- T.F.T. Baker, Published in The History of Parliament: the House of Commons 1509–1558, Boydell and Brewer, 1982 (lire en ligne), « Stumpe, Sir James (by 1519–63), of Malmesbury and Bromham, Wiltshire »
- S.T. Bindoff, The History of Parliament: the House of Commons 1558–1603, Boydell and Brewer, 1981 (lire en ligne), « Knyve, Henry (c.1537–98), of Charlton, Wilts. »
- Edward Chaney, The Evolution of the Grand Tour : Anglo-Italian cultural relations since the Renaissance, Londres, Frank Cass, 1998 (ISBN 0-7146-4577-X).
- Edward Chaney, Inigo Jones's Roman Sketchbook, Londres, The Roxburghe Club, 2006 (ISBN 978-0-901953-12-4).
- George Edward Cokayne, The Complete Peerage, edited by Geoffrey H. White, vol. XI, London, St. Catherine Press, 1949, 261–2 p.
- N.M.S., The History of Parliament: the House of Commons 1558–1603, Boydell and Brewer, 1981 (lire en ligne), « Bevill, Sir William (c.1548–1600), of Killygarth, Cornwall »
- Sparham, « The Bottesford Witches, Introduction », Bottesford Community Heritage Project, 23 décembre 2006 (consulté le 30 août 2013)